# Éric Thiébaut
 (septembre 2024).
Pour les articles homonymes, voir Thiebaud, Thiébault, Thiébaut (homonymie).
Éric Thiébaut, né le 30 juin 1969 à Mons est un homme politique belge,  bourgmestre socialiste de la commune d'Hensies et député fédéral depuis 2007.

## Biographie
Après ses études primaires à l'école communale de Thulin et ses études secondaires à l'athénée royal de Quiévrain, il obtient en 1993 le diplôme d'ingénieur civil en mécanique à la Faculté polytechnique de Mons.
En 1994, il commence sa carrière professionnelle en tant qu'ingénieur au ministère de la Région wallonne et adhère au parti socialiste. Il se présente, pour la première fois aux élections communales à Hensies en octobre 2000 et devient échevin des Finances et de l'Environnement. À la suite de la démission de Jean-Marie Cheval, il devient bourgmestre d'Hensies en septembre 2001,. Il est alors le plus jeune bourgmestre du PS. Il a été réélu en 2006, 2012 et 2018 ,,. En 2007, il surprend tout le monde en étant élu député fédéral à la Chambre des représentants depuis la 17ème place sur la liste PS. Il est réélu en 2010 et 2014.

## Décoration
- Officier de l'ordre de Léopold (2024)[11]